# Alaranea
Genre
Alaranea est un genre d'araignées aranéomorphes de la famille des Cyatholipidae.

## Distribution
Les espèces de ce genre sont endémiques de Madagascar.

## Liste des espèces
Selon World Spider Catalog (version 16.0, 22/02/2015) :
- Alaranea alba Griswold, 1997
- Alaranea ardua Griswold, 1997
- Alaranea betsileo Griswold, 1997
- Alaranea merina Griswold, 1997

## Publication originale
- Griswold, 1997 : The spider family Cyatholipidae in Madagascar (Araneae, Araneoidea). The Journal of Arachnology, vol. 25, p. 53-83 (texte intégral).